# مجلة الرائد (الكويت)
مجلة الرائد اسبوعية تربوية تصدر عن جمعية المعلمين الكويتية، صدرت مجلة الرائد الأولى في شهر مارس عام 1952م.
مجلة الرائد اصدرتها لجنة الصحافة والنشر نادي المعلمين وهو النواة لما يعرف الآن بجمعية المعلمين، ومؤسسوها من اقطاب مدرسة (البعثة) الصحفية وهم: أحمد العدواني، حمد الرجيب وفهد الدويري فهي من ثمار هودة العدواني والرجيب إلى الكويت، وصدرت بعد ظهور مجلتهنا (البعث) وتوفقها بعد بضعة أعداد، فلعلهما رأيا أن إصدار صحيفة تستند إلى تنظيم قادر على الامتصاص والتمويل وهو الأولى.

## توقف المجلة
قد توقفت هذه المجلة في يناير عام 1954، ولكنها ما لبثت ان صدرت من جديد من لجنة الصحافة والنشر لنادي المعلمين ايضاً وصدرت اسبوعية بدلاً من شهرية ولهذا صار اسمها (الرائد الاسبوعي)، وقد احتل عبد المحسن الرشيد مكان حمد الرجيب في التحرير، وشارك في تحريرها يوسف السيد الرفاعي وبعدالرزاق البصير وغيرهم.

## من شهرية إلى أسبوعية
قد توقفت هذه المجلة بعد مدة ليست طويلة، ولكنا عادت إلى الظهور تحت الاسم القديم (الرائد) بمجهود جمعية المعلمين الكويتية، ورأس تحريرها خالد المسعود الفهيد الذي كان معلماً فناظراً ثم وزيراً للتربية، وصدر العدد عددها الأول في فبراير 1970 وظلت شهرية لمدة عشرة أعداد، ثم بدأت تظهر كمجلة اسبوعية بعد نوفمبر من عام 1970.

## اهتمامات المجلة
من الطبيعي ان تكون اهتمامات المجلة الأسبوعية مختلفة عن المجلة الشهرية، فلم تعد وقفاً على الشئون التربوية، وإنما امتدت لتعالج مشكلات الحياة الاجتماعية بعامة، وما يتعلق بالمرأة ومشكلات الحجاب خاصة،